# آيت ايشي (آيت كانون)
آيت ايشي هو دُوَّار يقع بجماعة خميس سيدي يحيى، إقليم الخميسات، جهة الرباط سلا القنيطرة في المملكة المغربية. ينتمي الدوّار لمشيخة آيت كانون التي تضم 5 دواوير. يقدر عدد سكانه بـ 1125 نسمة حسب الإحصاء الرسمي للسكان والسكنى لسنة 2004.

## وصلات خارجية
- البوابة الوطنية للجماعات الترابية
- المندوبية السامية للتخطيط